# 오노에 마츠노스케
오노에 마츠노스케(일본어: 尾上松之助, 1875년 9월 12일 ~ 1926년 9월 11일)는 일본의 배우이다. 눈알의 마츠(일본어: 目玉の松ちゃん 메다마노마츠찬[*])라는 별칭으로도 유명하였으며, 본명은 나카무라 츠루조(일본어: 中村鶴三)이다. 때때로 크레딧에 기미키 유키오(일본어: 公木之雄), 오노에 타미자쿠(일본어: 尾上多見雀) 등의 이름으로 올라가기도 하였으며, 가부키 배우로서의 이름은 오노에 츠루사부로(일본어: 尾上鶴三郎)를 사용하였다. 1,000편이 넘는 영화에 출연하여 큰 인기를 끌었고, 일본 영화 최초의 슈퍼스타로도 불려왔다.

## 경력
오노에는 원래 가부키 유랑극단의 배우였다. 자서전을 통해서는 자신이 일찍이 1880년 오노에 다미조 극단의 공연에서 무대 데뷔를 하였다고 주장하였다. 무대에 매료된 그는 열네 살에 집을 떠나 극단과 함께 여행하였고, 1892년에는 오노에 쓰루사부로라는 예명으로 연기를 시작하였다. 1905년에는 더 권위있는 이름인 오노에 마쓰노스케로 개명하였다.
오노에가 속한 극단은 마키노 쇼조가 소유한 교토의 극장에서 정기 공연을 하였고, 그는 화려한 무대 묘기로 유명한 가부키 배우였다. 1909년 마키노는 영화 수입 및 전시 회사인 쇼카이 요코타에게 영화 제작을 제안받았고, 극장의 공연 장면을 촬영하기 시작하였다. 오노에는 그 해 《고반 다다노부》(다다노부 여우, 유명한 가부키극 요시쓰네 센본자쿠라에서 따옴)로 영화 데뷔를 하였다. 오노에의 극단은 지속적인 인기를 얻었고, 마키노는 오노에를 미래 영화의 주연으로 지목하였다.
오노에는 수백 편의 영화에 출연하였다. 1925년 《아라키 마테에몬》은 그의 천 번째 영화로 광고되었다. 그는 당시 베스트셀러 출판사인 다치카와 문고에서 출판된 소설의 거의 모든 극화에서 주연을 맡았다. 그와 그의 극단은 마키노와 10년이 넘게 긴밀한 관계를 유지하였으며, 마키노는 연간 60~80편의 영화에서 오노에를 감독하였는데, 이는 결과적으로 오노에가 출연한 영화의 약 절반 정도를 차지하였다. 가부키를 기반으로 한 영화 이외에도 그와 마키노는 지다이게키(시대극 영화) 장르를 개척하였다. 오노에는 또한 닌자 영화 하위 장르를 대중화하였다.
오노에의 영화는 호평을 받았고, 큰 눈으로 인해 "눈알의 마츠"(일본어: 目玉の松ちゃん 메다마노마츠찬[*])라는 애칭을 얻었다. 특히 어린이들 사이에서 인기가 있었는데, 놀이를 하면서 그의 닌자 연기를 따라하기도 하였다. 영화 역사가 다수는 그의 왕성한 다작과 꾸준한 인기를 이유로 그를 일본 영화 최초의 슈퍼스타로 보기도 한다.
그의 영화는 무성이었고 극장에서 변사가 해설과 목소리를 맡았다. 이 영화들은 대체로 가부키 극장의 관습을 따랐는데, 예를 들어 경력의 마지막 몇 년 동안에 만든 영화를 제외하면 남성 오야마 배우가 여성 배역으로 등장하였다. 영화 대부분은 필름 재고를 절약하기 위해 일부 일본 근대화자들이 추진한 서양식 16 프레임이 아닌 초당 8 프레임으로 촬영되었다. 일부 비평가들은 이러한 절약화를 비롯하여 일부 영화에서 배우의 얼굴이 지워질 정도의 과다 노출 같은 요소를 원시적 영화 제작의 증거로 지적하였다.
오노에의 작품 대다수는 단편 영화였다. 그러나, 장편 영화에 출연하기도 하였다. 그 중 하나인 1910년 《주신구라》는 네 장면이 빠져 있어 프린트가 완전하지는 않으나 현존하는 가장 오래된 장편 영화로 여겨진다. 이 《주신구라》를 포함하여 그의 영화 중 단 여섯 편만이 최소 한 릴의 길이로 남아있다. 다른 많은 초기 일본 영화의 경우처럼 오노에의 작품은 일본 기후의 부적절한 보존 조건, 1923년 간토 대지진, 제2차 세계 대전 중 폭격과 점령으로 인하여 대부분이 유실 및 손상되었다.
1926년, 오노에는 교코쓰 미카지키 촬영장에서 쓰러졌다. 그는 그 해 말 심장병으로 사망하였다. 그의 장례식은 1926년 다큐멘터리 《오노에 마쓰노스케의 장례식》의 주제로 다루어졌다.

## 참고 문헌
- Abel, Richard, ed. Encyclopedia of Early Cinema. London and New York, 2005, ISBN 978-0-415-77856-5